# Grand Prix-wegrace van Spanje 1961
De Grand Prix-wegrace van Spanje 1961 was de eerste Grand Prix van het wereldkampioenschap wegrace voor motorfietsen in het seizoen 1961. De races werden verreden op 23 april 1961 op het Circuito de Montjuïc, een stratencircuit bij de berg Montjuïc ten zuidwesten van Barcelona. In deze Grand Prix kwamen de 250cc-, 125cc- en de zijspanklasse aan de start.

## 250cc-klasse
Waarschijnlijk omdat er in Spanje geen zware klassen reden, stuurde MV Agusta Gary Hocking met een MV Agusta 250 Bicilindrica naar Barcelona. Hij won de race tamelijk eenvoudig, maar de Honda-rijders konden nog niet beschikken over de nieuwe RC 162. In plaats daarvan reden ze met een hybride-model, met het nieuwe RC 162-frame, maar nog met de motor van de RC 161. Tom Phillis reed de machine naar de tweede plaats, voor Silvio Grassetti op de Benelli 250 Mono Bialbero. Mike Hailwood reed nog op zijn oude Mondial 250 Bialbero, die hij voor noodgevallen bewaard had.
| Pos | Coureur          | Merk      | Tijd       | Punten |
| --- | ---------------- | --------- | ---------- | ------ |
| 1   | Gary Hocking     | MV Agusta | 1:06"34'29 | 8      |
| 2   | Tom Phillis      | Honda     | +22'43     | 6      |
| 3   | Silvio Grassetti | Benelli   | +1"05'69   | 4      |
| 4   | Jim Redman       | Honda     | +1"38'61   | 3      |
| 5   | Hans Fischer     | MZ        | +2 ronden  | 2      |
| 6   | Dan Shorey       | NSU       |            | 1      |

| Coureur           | Merk    | Oorzaak |
| ----------------- | ------- | ------- |
| Mike Hailwood     | Mondial | Val     |
| Bruno Spaggiari   | Benelli | Val     |
| Tarquinio Provini | Morini  |         |

| Coureur          | Merk   | Oorzaak |
| ---------------- | ------ | ------- |
| Fumio Ito        | Yamaha | [ 1 ]   |
| Yoshikazu Sunako | Yamaha | [ 1 ]   |

| Coureur             | Merk  |
| ------------------- | ----- |
| Luigi Taveri        | Honda |
| František Šťastný   | Jawa  |
| Ernst Degner        | MZ    |
| Werner Musiol       | MZ    |
| Alan Shepherd       | MZ    |
| Bob McIntyre        | Honda |
| Kunimitsu Takahashi | Honda |
| Naomi Taniguchi     | Honda |
| Sadao Shimazaki     | Honda |

## 125cc-klasse
Tom Phillis won de Spaanse 125cc-race met een Honda 2RC 143, die eigenlijk ook een tussenmodel zou moeten zijn tot de RC 144 klaar was. Het was de eerste overwinning in het wereldkampioenschap voor een Japanse motorfiets. Ernst Degner werd met de MZ RE 125 tweede voor Jim Redman op de tweede Honda. Mike Hailwood reed deze race nog met zijn nieuwe EMC en werd vierde.
| Pos | Coureur             | Merk    | Tijd     | Punten |
| --- | ------------------- | ------- | -------- | ------ |
| 1   | Tom Phillis         | Honda   | 57"12'80 | 8      |
| 2   | Ernst Degner        | MZ      | +20'60   | 6      |
| 3   | Jim Redman          | Honda   | +33'53   | 4      |
| 4   | Mike Hailwood       | EMC     | +38'91   | 3      |
| 5   | John Grace          | Bultaco | +54'92   | 2      |
| 6   | Ricardo Quintanilla | Bultaco | +1"56'38 | 1      |
| 7   | Ricardo Fargas      | Ducati  | +1 ronde |        |
| 8   | Rex Avery           | EMC     | +1 ronde |        |
| 9   | César Gracia        | Montesa | +1 ronde |        |

| Coureur             | Merk    |
| ------------------- | ------- |
| Héctor Pochettino   | Bultaco |
| Luigi Taveri        | Honda   |
| Hans Fischer        | MZ      |
| Walter Brehme       | MZ      |
| Werner Musiol       | MZ      |
| Alan Shepherd       | MZ      |
| Phil Read           | EMC     |
| Ralph Rensen (†)    | Bultaco |
| László Szabó        | MZ      |
| Kunimitsu Takahashi | Honda   |
| Naomi Taniguchi     | Honda   |
| Sadao Shimazaki     | Honda   |
| Teisuke Tanaka      | Honda   |
| Ulf Svensson        | Ducati  |

## Zijspanklasse
Nadat Florian Camathias/Hilmar Cecco waren uitgevallen wonnen Helmut Fath en Alfred Wohlgemuth de Spaanse GP vrij gemakkelijk, met ruim een minuut voorsprong op Fritz Scheidegger/Horst Burkhardt en twee minuten voorsprong op Edgar Strub/Kurt Huber.
| Pos | Coureur               | Bakkenist           | Merk   | Tijd      | Punten |
| --- | --------------------- | ------------------- | ------ | --------- | ------ |
| 1   | Helmut Fath           | Alfred Wohlgemuth   | BMW    | 57"24" 52 | 8      |
| 2   | Fritz Scheidegger     | Horst Burkhardt     | BMW    | +1"06'07  | 6      |
| 3   | Edgar Strub           | Kurt Huber          | BMW    | +2"06'09  | 4      |
| 4   | Arsenius Butscher     | Manfred Ludwigkeit  | BMW    | +2"18'37  | 3      |
| 5   | Heinz Luthringshauser | Heiner Vester       | BMW    | +1 ronde  | 2      |
| 6   | Jo Rogliardo          | Marcel Godillot     | BMW    | +1 ronde  | 1      |
| 7   | Alwin Ritter          | Hermann Bernhard    | BMW    | +1 ronde  |        |
| 8   | Claude Lambert        | Marie-Laure Lambert | BMW    | +1 ronde  |        |
| 9   | Carlos Del Val        | Onbekend            | Norton | +2 ronden |        |
| 10  | Guy Sauzeraux         | Mosconi             | Norton | +2 ronden |        |

| Coureur           | Bakkenist    | Merk | Oorzaak |
| ----------------- | ------------ | ---- | ------- |
| Florian Camathias | Hilmar Cecco | BMW  |         |

| Coureur         | Bakkenist       | Merk      |
| --------------- | --------------- | --------- |
| Henry Curchod   | Armand Beyeler  | BMW       |
| August Rohsiepe | Lothar Böttcher | BMW       |
| Loni Neußner    | Fritz Reitmaier | BMW       |
| Max Deubel      | Emil Hörner     | BMW       |
| Otto Kölle      | Dieter Hess     | BMW       |
| Charlie Freeman | Billie Nelson   | Norton    |
| Chris Vincent   | John Thornton   | BSA       |
| Colin Seeley    | Wally Rawlings  | Matchless |
| Jackie Beeton   | Eddie Bulgin    | Norton    |
| Pip Harris      | Ray Campbell    | BMW       |

1950 · 1951 · 1952 · 1953 · 1954 · 1955 · 1957 · 1958 · 1959 · 1960 · 1961 · 1962 · 1963 · 1964 · 1965 · 1966 · 1967 · 1968 · 1969 · 1970 · 1971 · 1972 · 1973 · 1974 · 1975 · 1976 · 1977 · 1978 · 1979 · 1980 · 1981 · 1982 · 1983 · 1984 · 1985 · 1986 · 1987 · 1988 · 1989 · 1990 · 1991 · 1992 · 1993 · 1994 · 1995 · 1996 · 1997 · 1998 · 1999 · 2000 · 2001 · 2002 · 2003 · 2004 · 2005 · 2006 · 2007 · 2008 · 2009 · 2010 · 2011 · 2012 · 2013 · 2014 · 2015 · 2016 · 2017 · 2018 · 2019 · 2020 · 2021 · 2022 · 2023 · 2024 · 2025